# Casinaria eremica
Casinaria eremica är en stekelart som beskrevs av Jerman och Ian D. Gauld 1988. Casinaria eremica ingår i släktet Casinaria och familjen brokparasitsteklar. Inga underarter finns listade.